# Похід на Константинополь (1615)
Похід на Стамбул (1615) — морський похід запорізьких козаків на чолі з гетьманом Петром Конашевичем-Сагайдачним на столицю Османської імперії.

## Хід подій
У травні 1615 р. запорожці на вісімдесяти чайках, кожна з яких вміщала близько 50 козаків, вирушили у черговий похід до Туреччини. До середини червня їм вдалося переплисти Чорне Море та висадитися на берег в околицях Стамбула. Після цього козаки розгромили та підпалили частину Стамбулу що мала назву Скутарі (тепер: Ускюдар), після — порти Мізевна та Архіока. Забравши здобич, козаки рушили додому.
Проте, султан Ахмед І з вікон свого палацу побачив дим від викликаних ними пожеж і вислав навздогін запорожцям флотилію турецьких галер.
Османи наздогнали козацькі чайки тільки навпроти гирла Дунаю. Запорожці дали бій ворожій ескадрі, взяли на абордаж кілька галер і полонили пораненого турецького адмірала.

## Наслідки
Щоб покарати запорожців, наступного року султан вислав флотилію під командуванням адмірала Алі-паші. Турецькі галери перетнули море і увійшли до Дніпровського лиману, де їх зустріли козацькі чайки на чолі з Петром Конашевичем-Сагайдачним. Запорожці розгромили турецьку ескадру, захопили півтора десятка галер і майже сотню човнів. Турецький воєначальник Алі-паша ледь устиг утекти морем.
Після цього козаки знову вийшли в море, обігнули Крим та висадилися на берег біля найбільшого чорноморського рабовласнецького ринку — Кафи. Зіткнення, що там сталося, увійшло до історії як битва за Кафу.

## Психологічний фактор
Лише факт успішного нападу українських козаків на місто, яке не мали змоги взяти а ні Священна Римська імперія, а ні Річ Посполита, викликав захоплення.
Завдяки європейським дипломатам у Стамбулі, козацька експедиція набула розголосу на Заході. Зокрема, французький історик Бодьє писав: «Саме ім'я козаків наводить переляк і жах на Константинополь».